# Monocelis psilus
Monocelis psilus är en plattmaskart som först beskrevs av Ernst Marcus 1954, och fick sitt nu gällande namn av Tor Karling 1966. Monocelis psilus ingår i släktet Monocelis och familjen Monocelididae. Inga underarter finns listade i Catalogue of Life.